# Texiguat
Texiguat es un municipio del departamento de El Paraíso en la República de Honduras.

## Toponimia
Su nombre en lengua mexicana significa "Mujer de distinción".

## Límites
Situado sobre la margen izquierda del río de su nombre.
| Orientación | Límite                                        |
| ----------- | --------------------------------------------- |
| Norte       | Municipio de Yauyupe, El Paraíso              |
| Norte       | Municipio de San Lucas, El Paraíso            |
| Sur         | Municipio de Soledad, El Paraíso              |
| Sur         | Municipio de Liure, El Paraíso                |
| Sur         | Municipio de Vado Ancho, El Paraíso           |
| Este        | Municipio de San Lucas, El Paraíso            |
| Este        | Municipio de Vado Ancho, El Paraíso           |
| Oeste       | Municipio de Soledad, El Paraíso              |
| Oeste       | Municipio de Nueva Armenia, Francisco Morazán |

## Historia
Fue fundado por los descendientes de los antiguos Cholulas o Chorotegas, en 1606 el terreno fue denunciado como Teguciguata, hoy Texiguat,
En 1702, obtuvo el título de Municipio con el nombre de San Antonio de Texiguat.
En 1825, en la División Política Territorial de 1825 formaba parte del Partido de Tegucigalpa.
En 1878 (18 de diciembre), se anexa el Círculo de Texiguat a Tegucigalpa.
En 1886 (28 de octubre), se reincorpora a El Paraíso.

## Población
| Año  | Habitantes |
| ---- | ---------- |
| 1998 | 9.997      |
| 1999 | 10.243     |
| 2000 | 10.489     |
| 2013 | 8.727      |

## Turismo

### Feria Patronal
Su Feria Patronal se celebra del 3 al 7 de octubre, teniendo como día principal el 4, día de San Francisco de Asís.

## Deporte
En Texiguat existen 3 equipos históricos que aun se mantienen vigentes:
• CD MORAZÁN TEXIGUAT
• CD REAL TEXIGUAT 
• CD SANTA ANA
Siendo el "CD MORAZÁN TEXIGUAT " el más longevo e histórico, ya que tuvo un paso fugaz por ligas federadas en el picacho y los ángeles, lo consideran como el mejor equipo de este municipio y el más respetado por su legado, seguido por el CD REAL TEXIGUAT, ya que estos equipos cuentan con 3 categorías muy respetables y de muy buen nivel, siempre tratando de poner en alto el nombre del municipio donde quiera que van y son aún más fuertes en casa, estos equipos cuentan con categoría Mayor (A) categoría menor (B) y categoría femenil las 3 categorías con un nivel de fútbol muy alto.

## División Política
Aldeas: 8 (2013)
Caseríos: 139 (2013)
| Código | Aldea                             |
| ------ | --------------------------------- |
| 071601 | Texiguat (cabecera del municipio) |
| 071602 | Asunción                          |
| 071603 | El Zapotal                        |
| 071604 | Güinopito                         |
| 071605 | Jamayupe                          |
| 071606 | Río Arriba                        |
| 071607 | San Lorenzo                       |
| 071608 | San Sebastián                     |
|        | Cunaire                           |